# Cyttariales
Cyttariales é uma ordem de fungos ascomicetos]. Muitos destes fungos causam doenças graves em plantas. Contém uma família (Cyttariaceae), 2 géneros e 11 espécies.